# Học thuyết giá trị lao động
Học thuyết giá trị lao động là một trong những học thuyết kinh tế về giá trị. Theo học thuyết này, giá trị của hàng hóa là do lượng lao động cần thiết để sản xuất ra hàng hóa đó quyết định. Người đặt nền móng đầu tiên cho học thuyết này là William Petty và John Locke. Adam Smith và David Ricardo là những người có đóng góp lớn cho học thuyết giá trị lao động. Căn cứ vào sự khác nhau giữa tiền công lao động và giá trị của sản phẩm, các "nhà chủ nghĩa xã hội Ricardo" - Charles Hall, Thomas Hodgskin, John Gray, và John Francis Bray - đã áp dụng lý thuyết của Ricardo để phát triển lý thuyết về bóc lột. Karl Marx đã phát triển các ý tưởng này, cho rằng một phần lao động trong ngày làm việc của công nhân để trang trải cho chính tiền công mà nhà tư bản trả cho họ, trong khi phần còn lại của lao động của họ trong ngày đã làm giàu cho nhà tư bản. Học thuyết giá trị lao động cùng với các lý luận khác về bóc lột trở thành trung tâm tư tưởng kinh tế của Marx.